# Montgomery (Minnesota)
Montgomery es una ciudad ubicada en el condado de Le Sueur en el estado estadounidense de Minnesota. En el Censo de 2010 tenía una población de 2956 habitantes y una densidad poblacional de 435,78 personas por km².

## Geografía
Montgomery se encuentra ubicada en las coordenadas 44°26′44″N 93°34′48″O / 44.44556, -93.58000. Según la Oficina del Censo de los Estados Unidos, Montgomery tiene una superficie total de 6.78 km², de la cual 6.78 km² corresponden a tierra firme y (0%) 0 km² es agua.

## Demografía
Según el censo de 2010, había 2956 personas residiendo en Montgomery. La densidad de población era de 435,78 hab./km². De los 2956 habitantes, Montgomery estaba compuesto por el 94.35% blancos, el 0.2% eran afroamericanos, el 0.61% eran amerindios, el 0.44% eran asiáticos, el 0.03% eran isleños del Pacífico, el 2.33% eran de otras razas y el 2.03% pertenecían a dos o más razas. Del total de la población el 6.36% eran hispanos o latinos de cualquier raza.